# Eucharia albescens
Eucharia albescens är en fjärilsart som beskrevs av O. Schultz 1905. Eucharia albescens ingår i släktet Eucharia och familjen björnspinnare. Inga underarter finns listade i Catalogue of Life.